# Cacciatori delle Alpi

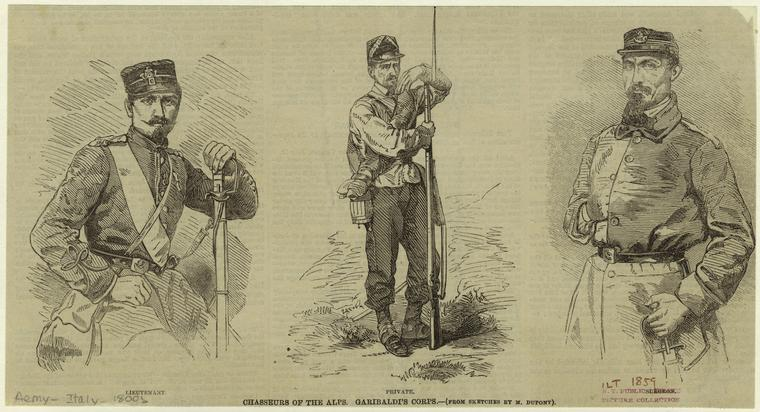
Uniformen der Cacciatori delle Alpi

Die Cacciatori delle Alpi (deutsch: Alpenjäger) waren eine italienische Freiwilligentruppe im Zweiten italienischen Unabhängigkeitskrieg.

## Geschichte
Die Cacciatori delle Alpi wurden am 20. Februar 1859 von Giuseppe Garibaldi in Cuneo gegründet. Diese Truppe bestand aus italienischen Freiwilligen, deren Aufgabe es war, den regulären sardinischen Truppenverbänden im Sardinischen Krieg gegen die Österreicher zu helfen. Ihr Kampfgebiet war, wie der Name sagt, die Alpen und ihr Ziel die Befreiung Norditaliens. Sie kämpften im Mai 1859 unter anderem bei Varese und San Fermo und deckten dann bis Solferino am Fuß der Alpen die linke Flanke von Piemontesen und Franzosen. Zwei Regimenter der Cacciatori delle Alpi wurden 1860 als 51. und 52. Infanterieregiment in das piemontesische und dann italienische Heer übernommen, in dem sie zusammen die Brigade Alpi bildeten.
1866 kämpften im dritten italienischen Unabhängigkeitskrieg rund 40.000 italienische Freiwillige unter Garibaldi erneut gegen die österreichische Armee, vor allem bei Bezzecca. Diese Freiwilligen werden bisweilen ebenfalls als Cacciatori delle Alpi bezeichnet.
Die 1872 gegründeten Alpini haben keine direkten Verbindungen zu den Cacciatori delle Alpi, da letztere 1860 beziehungsweise 1861 in die italienische Linieninfanterie übernommen wurden. Im weiteren Sinn können sie jedoch als Vorgänger der Alpini gelten.